# Carles Ibàñez i Pueyo
Carles Ibàñez i Pueyo (Barcelona, 1958) és químic i alcalde de Castellcir del 2007 al 2011.
Treballa a l'empresa Lucta, de Montornès del Vallès. Entrà a l'ajuntament de Castellcir el 1995 com a regidor, i en aquesta qualitat s'hi estigué fins al 2007 quan, com a cap de la llista del Grup Independent de Castellcir que va obtenir la majoria absoluta en les eleccions municipals, va obtenir l'alcaldia el 16 de juny d'aquell any. En les eleccions de maig del 2011 ha revalidat el primer lloc, i ha pres possessió de l'alcaldia, en una segona legislatura, l'11 de juny d'aquest darrer any.